# Ossenisse
Ossenisse is een klein dorp in de Nederlandse provincie Zeeland, in de regio Zeeuws-Vlaanderen. Economische activiteiten bestaan voor 95% uit landbouw en intensieve veeteelt. Sinds de gemeentelijke herindeling van 2003 maakt het deel uit van de gemeente Hulst. Eerder maakte het deel uit van de gemeente Hontenisse en nog eerder, vanaf 1936, van Vogelwaarde. Voordien was het een zelfstandige gemeente. 
Het dorp heeft 305 inwoners (2023). Ossenisse ligt 1500 meter verwijderd van de Westerschelde. De zandbanken in de rivier ter hoogte van het dorp worden "Platen van Ossenisse" genoemd.

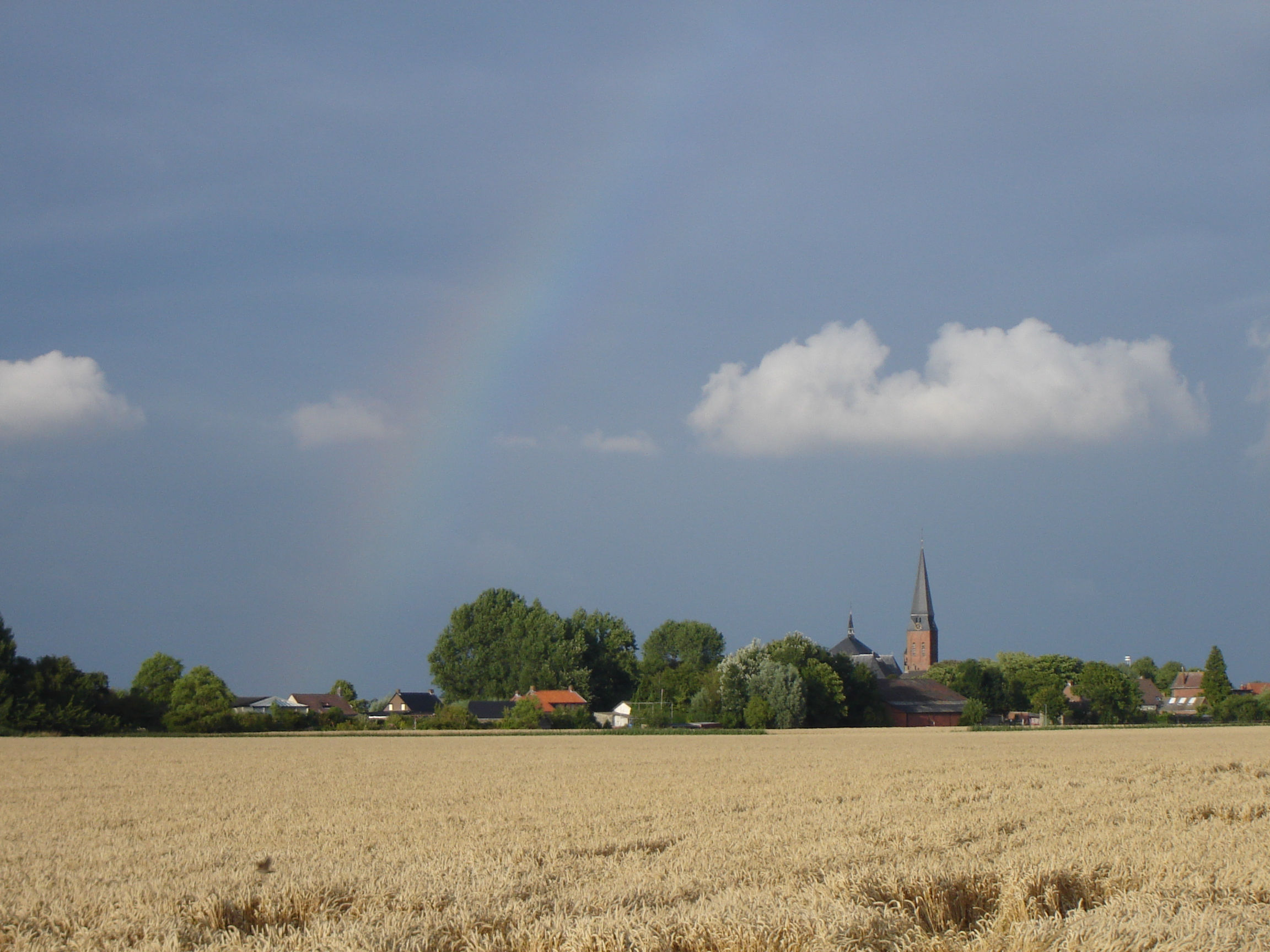
Zicht op Ossenisse

## Geschiedenis
Omstreeks het jaar 1164 werd het dorp al genoemd in schriftelijke documenten; er vonden verschillende overstromingen plaats. De Gentse Sint-Baafsabdij bezat twee uithoven ten noorden van Ossenisse, waarvan er een zich zou ontwikkelen tot het kasteel Hof ter Nisse.
In 1401 werd de Nijspolder bedijkt en begon zich een klein gehucht te vormen. Ook dat is nog enkele malen overstroomd, voordat het dorp in 1610 opnieuw werd ingedijkt. Het dorp is lange tijd een zelfstandige parochie geweest en in 1915 werd nog een nieuwe kerk gebouwd naar ontwerp van Wolter te Riele; tegenwoordig wordt deze echter niet meer voor kerkdiensten gebruikt. Ook winkels en scholen zijn in de tweede helft van de 20e eeuw al uit het dorp verdwenen. Wel is er nog een dorpscentrum. Ossenisse is nu voor haar overige basisvoorzieningen aangewezen op het nabijgelegen dorp Kloosterzande.
Diverse polders rond Ossenisse overstroomden tijdens de Watersnood van 1953. Het betrof de Noordhofpolder, de Nijspolder, de Hooglandpolder, de Rummersdijkpolder en de Kruispolder. In Ossenisse vielen 10 slachtoffers.

## Bezienswaardigheden
- Sint-Willibrorduskerk, van 1915.

## Natuur en landschap
Ossenisse ligt in een zeekleipoldergebied op een hoogte van ongeveer 1 meter. De belangrijkste activiteit is de akkerbouw. Het dorp ligt nabij de Westerschelde, met voor de kust de Platen van Hulst en het Gat van Hontenisse, een vaargeul tot 30 meter diepte, die overgaat in de Overloop van Hansweert. Noordelijker, ten westen van Perkpolder, ligt de Schaar van Ossenisse, eveneens een vaargeul.

## Trivia
- Ossenisse wijkt af van carnaval omdat de Raad van Elf geheel wordt bezet door vrouwen.
- In 1987 verwierf het dorp ook landelijk enige bekendheid toen het de hoofdrol speelde in de documentaire Het geheim van Ossenisse van Hans Heijnen, met daarin markante portretteringen van Ossenissenaars.

## Nabijgelegen kernen
Walsoorden, Kloosterzande, Boschkapelle, Hengstdijk. Soms vaart een voetveer naar Hansweert.

## Geboren in Ossenisse
- Ko de Lavoir (14 januari 1898), bij zijn overlijden in 2005 de oudste man van Nederland